# Paspalum goyasense
Paspalum goyasense är en gräsart som beskrevs av Davidse, Morrone, Zuloaga. Paspalum goyasense ingår i släktet tvillinghirser, och familjen gräs. Inga underarter finns listade i Catalogue of Life.